# タイミング図

ANDゲートのタイミングチャート。
E1・E2は入力、Aが出力。

タイミング図およびタイミングチャートとは、電子工学において複数の信号の関係や振る舞いを時間軸に表した図（ダイアグラム）である。他の信号とタイミング関係を比較するために、通常は複数行になりクロック信号を含んでいる場合もある。デジタル回路の基礎から、集積回路検査・デバッグなど幅広く使われている。
タイミング関係の全体的な説明をするだけでなく、組み合せからデジタルロジックのハザードを見つけることもできる。同期式データ転送の場合は、クロック信号に対しデータ信号がサンプリングされるタイミングが分かり、シリアル通信ならばデータの並び順も分かる。

## 記述規則
ほとんどのタイミング図は次の表記規則を使用している。
- 高い値はHi・1
- 低い値はLow・0
- ドンケア（don't care, HiとLowのどちらでもよいとする）状態
- ハイインピーダンス状態を示すHi-Z

タイミング関係の全体的な説明として使用する場合、信号が変化する際は垂直に書くことも多い。しかし、立ち上がりおよび立ち下り時間やセットアップ時間・ホールド時間、許容されるクロックスキューなど信号波形の特性も定義する場合は、図中に条件値（別記する際は記号）を書き、信号が変化する際も斜めに書く。
信号の並べる順は、特に定義されていない。